# Lijst van burgemeesters van Lienden
Dit is een lijst van burgemeesters van de voormalige Nederlandse gemeente Lienden tot die per 1 januari 1999 opging in de gemeente Buren.
| Ambtsperiode | Naam burgemeester                                        | Partij of stroming | Bijzonderheden                                               |
| ------------ | -------------------------------------------------------- | ------------------ | ------------------------------------------------------------ |
| 1811 - 1816  | Johannes Eduardus Henricus Theodorus Speyart van Woerden |                    | maire, 1813 schout                                           |
| 1816 - ??    | Aart Verbrugh (1772-1846)                                |                    | vermeld als schout in 1823, vermeld als burgemeester in 1837 |
| 1843 - 1853  | mr. Willem Jacob baron van Brakell tot den Brakell       |                    |                                                              |
| 1853 - 1863  | Johan Frederik Veeren                                    |                    |                                                              |
| 1864 - 1869  | Albertus Verbrugh Az. (1807-1887)                        |                    | zoon van Aart Verbrugh                                       |
| 1869 - 1911  | Johan Adriaan Verbrugh (1841-1911)                       |                    | zoon van Albertus Verbrugh                                   |
| 1911 - 1930  | C. de Jonge                                              |                    |                                                              |
| 1930 - 1942  | Hermanus Houtkoper                                       |                    | tevens burgemeester van Echteld                              |
| 1942 - 1944  | Cornelis Magdalenus Benjamin Kamp                        |                    | tevens burgemeester van Maurik                               |
| 1944 - 1945  | H. de Moree                                              | NSB                | waarnemend                                                   |
| 1945 - 1954  | Cornelis Magdalenus Benjamin Kamp                        |                    | tevens burgemeester van Maurik                               |
| 1954 - 1966  | mr. Johannes Gerardus Rijk Vos                           |                    | was burgemeester van Eenrum                                  |
| 1967 - 1988  | Jo (J.C.) Hoftijzer                                      | VVD                | vanaf 1982 waarnemend; was burgemeester van Schoondijke      |
| 1988 - 1999  | drs. Klaas (K.C.) Tammes                                 | D66                |                                                              |